# Colin Doyle
Colin Anthony Doyle (Cork, 12 de junio de 1985) es un exfutbolista irlandés que jugaba de portero. Desde 2022 forma parte del cuerpo técnico Bradford City A. F. C., cargo que compaginó con el de jugador hasta su retirada en julio de 2025.

## Selección nacional
Fue internacional con la selección de fútbol de Irlanda en cuatro ocasiones.

## Clubes
| Club                             | País       | Año       |
| -------------------------------- | ---------- | --------- |
| Birmingham City F. C.            | Inglaterra | 2003-2015 |
| Chester City F. C. (cedido)      | Inglaterra | 2004      |
| Nottingham Forest F. C. (cedido) | Inglaterra | 2004-2005 |
| Millwall F. C. (cedido)          | Inglaterra | 2005-2006 |
| Coventry City F. C. (cedido)     | Inglaterra | 2010      |
| Blackpool F. C.                  | Inglaterra | 2015-2016 |
| Bradford City A. F. C.           | Inglaterra | 2016-2018 |
| Heart of Midlothian F. C.        | Escocia    | 2018-2021 |
| Kilmarnock F. C. (cedido)        | Escocia    | 2020-2021 |
| Kilmarnock F. C.                 | Escocia    | 2021-2022 |
| Bradford City A. F. C.           | Inglaterra | 2022-2025 |

## Palmarés

### Títulos nacionales
| Título                        | Club                  | País       | Año  |
| ----------------------------- | --------------------- | ---------- | ---- |
| Copa de la Liga de Inglaterra | Birmingham City F. C. | Inglaterra | 2011 |